# Lookin' Good!
| Recensione | Giudizio |
| ---------- | -------- |
| AllMusic   |          |

Lookin' Good! è il secondo e ultimo album solistico del trombettista jazz statunitense Joe Gordon, pubblicato dall'etichetta discografica Contemporary Records nell'ottobre del 1961.

## Tracce

### LP
Lato A (LKS 207)
Musiche di Joe Gordon.
1. Terra Firma Irma – 7:42
2. A Song for Richard – 5:02
3. Non-Viennese Waltz Blues – 4:20
4. You're the Only Girl in the Next World for Me – 4:30

Lato B (LKS 208)
Musiche di Joe Gordon.
1. Co-Op Blues – 5:55
2. Mariana – 4:09
3. Heleen – 4:00
4. Diminishing – 5:40

## Musicisti
- Joe Gordon – tromba
- Jimmy Woods – sassofono alto
- Dick Whittington – piano
- Jimmy Bond – contrabbasso
- Milt Turner – batteria

Note aggiuntive
- Lester Koenig – produttore
- Registrazioni effettuate l'11, 12 e 18 luglio 1961 al Contemporary Records di Los Angeles, California
- Roy DuNann – ingegnere delle registrazioni
- Roger Marshutz – foto copertina album originale
- Kershaw, Guidi/Tri Arts – design copertina album originale
- Leonard Feather – note retrocopertina album originale [3]